# Antonín Jiránek
Antonín Jiránek (Anton Giranek, * um 1712 in Mladá Boleslav; † 16. Januar 1761 in Dresden) war ein böhmischer Violinist und Komponist.

## Leben
Antonín Jiránek wurde in Prag ausgebildet. Er war erster Violinist der königlichen Kapelle in Warschau und später in der polnischen Hofkapelle in Dresden. Er komponierte Sinfonien, Konzerte, Triosonaten und Vokalmusik im Stil der Empfindsamkeit. Musikwissenschaftler konnten zu Beginn des 20. Jahrhunderts einige ihm zugeschriebene Werke, seinem Namensvetter František Jiránek zuordnen.
Robert Eitner gibt an, dass seine Tochter Franziska, die bekannte Sängerin „Madame Koch“ war. Eine weitere Tochter war die Burgschauspielerin Karoline Krüger.